# أندرياس كارلسون
أندرياس كارلسون (بالسويدية: Andreas Carlsson)‏ هو منتج أسطوانات وملحن وكاتب أغاني سويدي، ولد في 3 أبريل 1973 في ستوكهولم في السويد.

## وصلات خارجية
- الموقع الرسمي
- أندرياس كارلسون على موقع IMDb (الإنجليزية)
- أندرياس كارلسون على موقع ميتاكريتيك (الإنجليزية)
- أندرياس كارلسون على موقع روتن توميتوز (الإنجليزية)
- أندرياس كارلسون على موقع ألو سيني (الفرنسية)
- أندرياس كارلسون على موقع ميوزك برينز (الإنجليزية)
- أندرياس كارلسون على موقع أول موفي (الإنجليزية)
- أندرياس كارلسون على موقع قاعدة بيانات برودواي على الإنترنت (الإنجليزية)
- أندرياس كارلسون على موقع قاعدة بيانات الأفلام السويدية (السويدية)
- أندرياس كارلسون على موقع أول ميوزيك (الإنجليزية)
- أندرياس كارلسون على موقع ديسكوغز (الإنجليزية)